# Boshoven (Alphen-Chaam)
Boshoven, tot in de jaren 1980 Alphen-Boshoven genoemd, is een buurtschap  in de gemeente Alphen-Chaam, in de Nederlandse provincie Noord-Brabant. Tot en met 1996 behoorde de buurtschap bij de gemeente Alphen en Riel, maar Boshoven is samen met het dorp Alphen en een paar andere buurtschappen overgegaan naar de gemeente Alphen-Chaam. De buurtschap ligt aan de gelijknamige straat in het zuidwesten van Alphen. De buurtschap telde in 1840 15 huizen en 99 inwoners, in 2000 waren dat 25 huizen en 70 inwoners.
Hoofdplaats: Alphen      Dorpen: Bavel (deels) · Chaam · Galder · Strijbeek · Ulvenhout (deels) 

Buurtschappen: Alphen-Oosterwijk · Anneville · Balleman · Boshoven · Boslust · Couwelaar · Chaamdijk · Dassemus · Druisdijk · Geersbroek · Ginderdoor  · Grazen · Heerstaaien · Heikant · Het Sas · Hondseind · Houtgoor · Kalishoek · Kerzel · Klooster · Kwaalburg · Leg · Looneind · Meijsberg · Notsel · Rakens · Snijders-Chaam · Terover · Venweg · 't Zand 

Noord-Brabant: Steden en dorpen      Nederland: Provincies · Gemeenten